# إيكيو ناكامورا
إيكيو ناكامورا (باليابانية: 中村征夫؛ بالكانا: なかむら いくお) هو مصور ياباني، ولد في 1945 في أكيتا في اليابان.